# Kloster Löwental

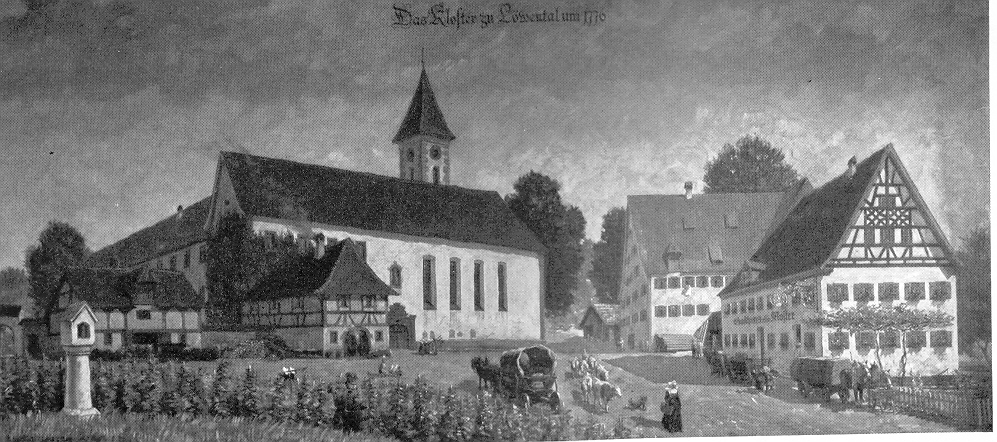
Gemälde des Klosters im Gasthaus „Zum Klosterwirt“

Das Kloster Löwental war ein Kloster der Dominikanerinnen. Es wurde 1250 im namensgebenden Löwental in unmittelbarer Nähe der damaligen freien Reichsstadt Buchhorn gegründet. Löwental ist heute ein Stadtteil von Friedrichshafen am Bodensee. Bei der Säkularisation ging der Besitz 1806 an Württemberg.

## Geschichte

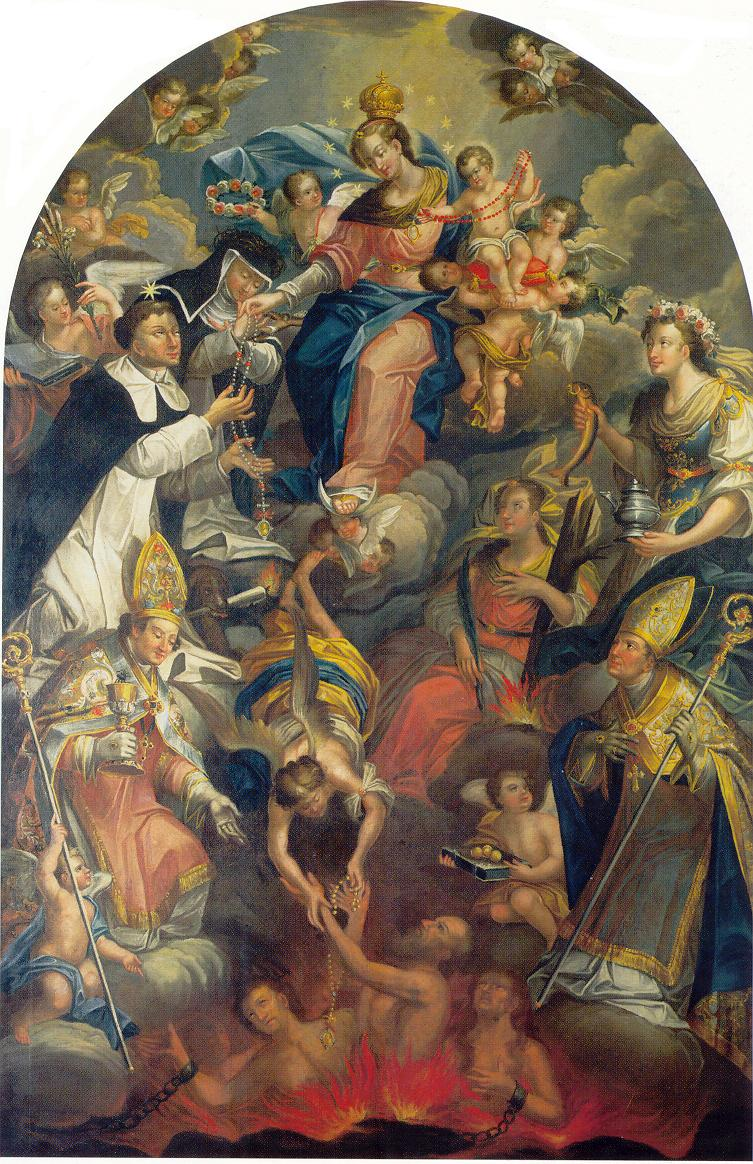
Altarbild des Klosters mit den besonders verehrten Heiligen

Der Reichsministeriale Johannes von Ravensburg-Löwental stiftete 1250 seine an der Rotach gelegene Burg Eichstegen-Löwental an die Dominikanerinnen von Konstanz und trat gleichzeitig in deren Orden ein. Dem Dominikanerorden inkorporiert wurde das Kloster am 2. Juni 1250 wurde das Kloster dem Dominikanerorden inkorporiert. Ursprünglich sollte es den Namen Himmelwonne tragen, doch dieser wurde bereits 1253 zu Gunsten von Löwental aufgegeben. Der Stifter Johannes von Ravensburg stammte aus einer zunächst welfischen, dann staufischen Familie. 1260 erhielt das Kloster von den Grafen Rudolf von Habsburg-Laufenburg und Gottfried von Habsburg-Laufenburg Besitztümer bei Ailingen. Da das Kloster Handwerker und Bauern in seinem Dienst benötigte, wuchs die Bevölkerungszahl des Ortes Löwental rasch.
Durch zwei Brände wurde das Gebäude im Jahr 1304 völlig zerstört, jedoch bald wieder aufgebaut. 1447 musste das Kloster erneut renoviert werden. 37 Jahre später waren die Arbeiten, zu deren Finanzierung einige Grundstücke verkauft wurden, vollendet. Weitere Brände im Jahr 1609 und während des Dreißigjährigen Kriegs (siehe Seekrieg auf dem Bodensee 1632–1648) machten das Kloster unbewohnbar, ein vom Konstanzer Bischof zur Verfügung gestelltes Kloster konnte nur wenige Nonnen beherbergen. Im Jahr 1659 zogen Nonnen wieder in das neue Gebäude ein, 1687 wurde die barocke Kirche geweiht. Bis zur Säkularisation wuchs das Vermögen des Klosters, vor allem durch die bedeutende Apotheke, stetig an; 1695 besaß es 64 Lehenshöfe.
Nach einer Inspektion eines Württembergischen Kommissars wurde das Kloster im Sommer 1806 aufgelöst. Das gesamte Vermögen sowie der Grundbesitz gingen an das Haus Württemberg. Den Nonnen wurde zunächst zugesichert, dass sie weiterhin im Kloster leben dürfen. Außerdem erhielten sie eine Jahrespension. Als König Friedrich jedoch 1812 beschloss, im ehemaligen Klostergebäude eine Kaserne zu errichten, mussten sie das Kloster verlassen. Teilweise siedelten sie ins Kloster Kirchheim um, teilweise traten sie aus dem Orden aus. Die Einrichtung des Klosters wurde sofort versteigert, das Gebäude umgebaut. Erst 1814 wurde die Kaserne vom 2. Bataillon des württembergischen Infanterieregiments Nr. 10 bezogen. Nach Ende des Krieges gegen Frankreich, zwei Jahre später, stand die Anlage wieder leer. Das bis dahin erhaltene Kircheninventar wurde daraufhin versteigert und auf die umliegenden Gemeinden verteilt. Da sich für das jetzt „Schloss Löwental“ genannte Gebäude kein Käufer fand, wurde die Mühle separat verkauft, die Gebäude teilweise eingerissen oder zu Bauernhöfen umfunktioniert. Heute existiert noch die Trautenmühle und ein Teil der Klostermauer. Auch das Gasthaus „Zum Klosterwirt“ zeugt noch von der Vergangenheit.

## Wirtschaft
Ein wesentlicher Aspekt des Klosterlebens war die Landwirtschaft auf ungefähr 200 ha nutzbarer Fläche, die großteils als Ackerland und Weide genutzt wurde. Zusätzlich besaß das Kloster 500 ha Wald. Zur Verarbeitung der Güter wurde eine Mühle gebaut, die hauptsächlich zum Mahlen von Dinkel genutzt wurde. Trotz der zahlreichen Bediensteten, die im „Knechtenhaus“ bei St. Georgen untergebracht waren, monierte das habsburgisch-vorderösterreichische Oberamt im 18. Jahrhundert den geringen Ertrag.

## Klosterleben
Das Leben im Kloster fand nach den Vorschriften des Dominikanerordens, dessen Grundprinzipien Armut und Askese sind, statt. Da diese Regeln für Frauen nur bedingt anwendbar waren, erhielten die Nonnen bald eine Befreiung vom Armutsgelübde. Auch die Klausurvorschrift, die besagte, dass sie in einem durch eine Mauer abgeschirmten Bereich leben durften, wurde bald gelockert. So hatten einige Nonnen bald individuellen Besitz außerhalb des Klosters und auch wohlhabendere Frauen zogen ins Kloster ein. Die Wiedereinführung dieser Regeln fand in Löwental erst 1618 statt, wurde jedoch aufgrund des Dreißigjährigen Krieges bald wieder aufgehoben. Zur täglichen Arbeit der Schwestern gehörte auch das Studium in der Klosterbibliothek, die allerdings beim Brand 1634 unterging. Heute sind nur noch zwei Handschriften aus Löwental erhalten.

## Kirchen und Kapellen

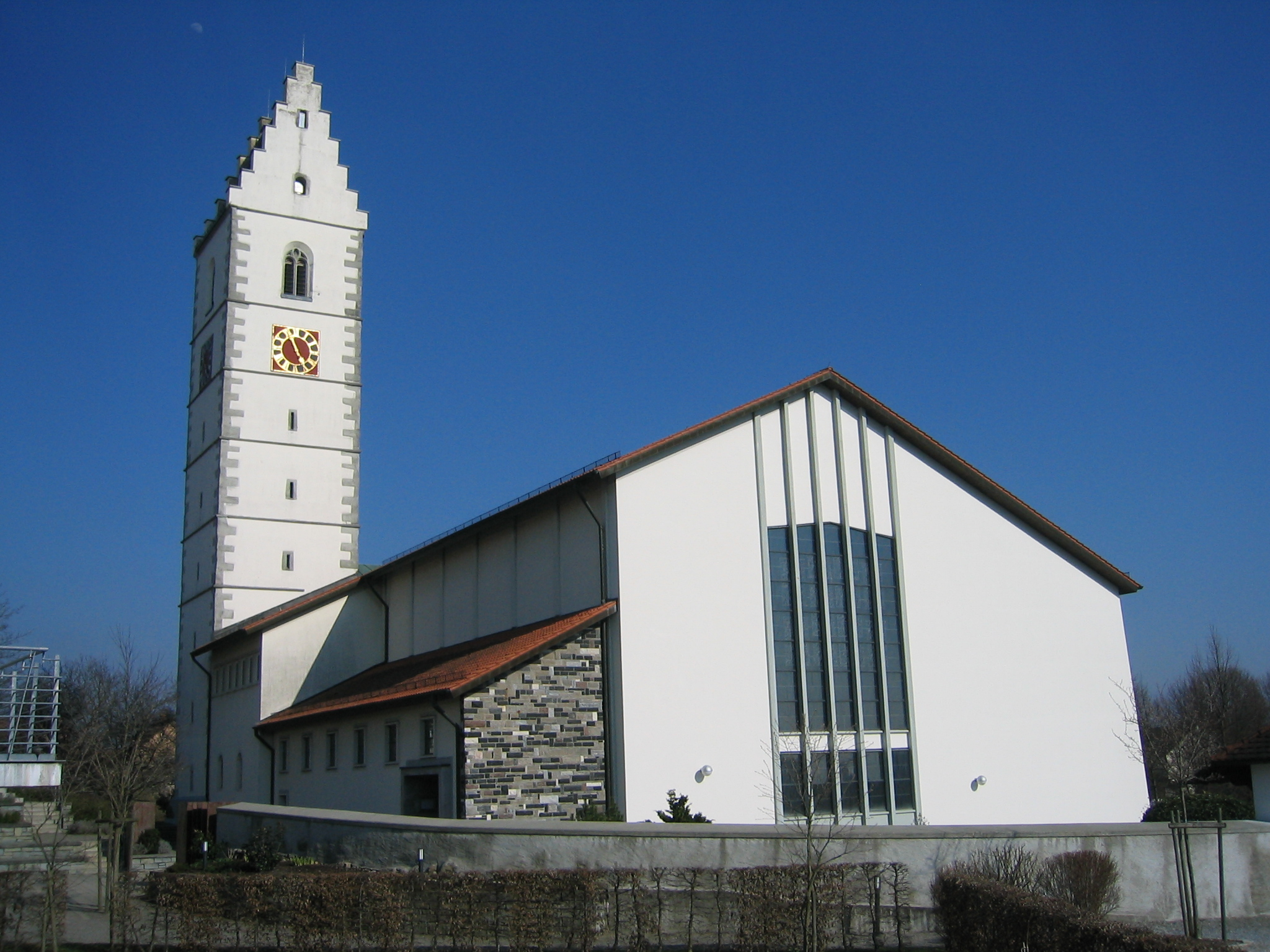
St. Johann Baptist heute

Das Kloster Löwental gelangte nach und nach in den Besitz einiger Kirchen und Kapellen in der Umgebung.
Deren erste war die Johannes dem Täufer geweihte Kirche St. Johann Baptist in Ailingen. Sie wurde von Rudolf und Gottfried von Habsburg gestiftet. 1326 gewährte der Konstanzer Bischof die Inkorporation, da das Kloster stark verarmt war. Dies eröffnete die Möglichkeit durch den Verkauf von Ablassbriefen die finanzielle Situation zu verbessern. Doch die Renovierungsmaßnahmen im 14. Jahrhundert und 1625 stellten es vor weitere finanzielle Probleme. 1958 wurde die Kirche bis auf den Turm und eine kleine Kapelle vollständig abgerissen.
Zusammen mit der Ailinger ging auch deren Filialkirche St. Petrus und Paulus in Ettenkirch an das Kloster. Im gotischen Stil entstanden der Kirchturm und der Chorraum, die bis heute erhalten sind. Das Deckengemälde zeigt die Krönung Mariä. 1715 wurde die Gemeinde aufgrund von Streitigkeiten mit der Bevölkerung selbstständig; in der Folgezeit wurde die Kirche mehrfach erweitert und umgestaltet.
Die Wallfahrtskirche St. Blasius kam als Geschenk der Ortsadeligen von Meistershofen um 1375 in den Besitz des Klosters. Mit der Aufstellung barocker Altäre im 17. Jahrhundert begannen Wallfahrten. Der Versuch des Klosters die Kapelle in die Klosterpfarrei zu integrieren, um am Gewinn beteiligt zu werden, blieb vergeblich. Trotz Beschädigungen beim Luftangriff auf Friedrichshafen während des Zweiten Weltkrieges ist die Kapelle aufgrund von starken Renovierungsmaßnahmen fast im Ursprungszustand erhalten.